# Rodrigo De Paul
Rodrigo Javier De Paul, född 24 maj 1994 i Sarandí i Argentina, är en argentinsk fotbollsspelare som spelar för Atlético Madrid i La Liga och det argentinska landslaget.

## Klubblagskarriär

### Racing Club
De Paul föddes i Sarandí i provinsen Buenos Aires 1994. Han gick med Racing Clubs ungdomsakademi 2002, då åtta år gammal. Han blev för första gången uttagen till en A-lagsmatch den 24 juni 2012 inför en match mot Vélez Sarsfield på hemmaplan. De Paul blev kvar på bänken under hela matchen som Racing förlorade med 2–1.
Den 10 februari 2013 gjorde De Paul sitt första framträdande på professionell nivå då han ersatte Mauro Camoranesi i den 86:e matchminuten i en 3–0-förlust mot Atlético de Rafaela. En månad senare gjorde han sitt första mål för klubben i en 3–0-vinst mot San Martín de San Juan.
De Paul spelade 19 matcher under sin debutsäsong som seniorspelare. Säsongen 2013/14 fick han en betydligt större roll i laget och noterades sedan för 35 matcher varav 4 mål.

### Valencia
Den 9 maj 2014 värvades De Paul av spanska Valencia CF där han skrev på ett femårskontrakt. Han gjorde sin debut den 23 augusti 2014 under tränaren Nuno Espírito Santos ledning i en 1–1-match mot Sevilla. Han ersatte Paco Alcácer i den 65:e matchminuten men blev efter endast en minut på planen utbytt efter att han armbågat motståndaren Aleix Vidal i ansiktet och därmed åtdrog sig ett gult kort.
Han gjorde sitt första mål för klubben den 4 december 2014 i en 2–1-vinst mot Rayo Vallecano i Copa del Rey. Han första La Liga-mål skedde den 9 april 2015 mot Athletic Bilbao. De Paul gjorde 29 framträdanden för Valencia under sin första säsong i klubben.
Efter att han gjort 14 matcher under den första halvan av säsongen 2015/16, inkluderat två Champions League-matcher, lånades han den 4 februari 2016 ut till sin före detta klubb Racing Club. Han gjorde sitt första och enda mål i klubben mot Bolívar den 24 februari i Copa Libertadores.

### Udinese
Den 20 juli 2016 skrev De Paul på för den italienska Serie A-klubben Udinese. Han gjorde sin debut för klubben den 20 augusti 2016 i en 4–0-förlust mot AS Roma. Första målet för klubben kom den 29 januari 2017 mot AC Milan som Udinese vann med 2–1.
Han inledde säsongen 2018/19 med fyra mål på de inledande sex matcherna i Serie A. Han avslutade sedan säsongen som Udineses interna skytteledare med 9 mål och 9 assist.
Den 15 oktober 2019 skrev De Paul på ett nytt femårskontrakt med klubben. Han skulle sedan komma att göra sju mål och sex assist för Udinese under Serie A säsongen 2019/20.
De Paul befordrades till kapten för Udinese i december 2020, då han ersatte Kevin Lasagna.

### Atlético Madrid
Den 12 juli 2021 skrev De Paul på ett femårskontrakt med den spanska klubben Atlético Madrid. Han gick med i sin nya klubb endast dagar efter att han vunnit Copa América med Argentina. Han gjorde sitt första mål för klubben i en 3–1-vinst borta mot FC Porto i den sista gruppspelsmatchen i Champions League 2021/22.

## Landslagskarriär
De Paul debuterade för Argentinas landslag den 11 oktober 2018 i en 4–0-vinst över Irak. Han blev därefter ordinarie i startelvan under tränaren Lionel Scalonis ledning. De Paul var med och tog Argentina till en tredjeplats i Copa América 2019 efter vinst mot Chile med 2–1.
Den 3 juli 2021 gjorde De Paul öppningsmålet i en 3–0-vinst mot Ecuador i kvartsfinalen i Copa América 2021 iBrasilien. Argentina tog sig hela vägen till final där värdnationen Brasilien väntade. I finalen assisterade han Ángel Di María som la i bollen i nät och gjorde matchens enda mål vilket betydde att Argentina kammade hem sin 15:e Copa América-titel och nationens första internationella titel sedan 2008. De Paul var även en del av det Argentinska laget som vann VM i Qatar 2022 efter vinst mot Frankrike på straffar i finalen.

## Privatliv
De Pauls mor är av italiensk härkomst och De Paul har italienskt medborgarskap.

## Statistik

### Klubblag
| Klubb           | Säsong         | Liga                       | Liga    | Liga | Nat. täv. | Nat. täv. | Intern. täv. | Intern. täv. | Övrigt  | Övrigt | Totalt  | Totalt |
| Klubb           | Säsong         | Division                   | Matcher | Mål  | Matcher   | Mål       | Matcher      | Mål          | Matcher | Mål    | Matcher | Mål    |
| --------------- | -------------- | -------------------------- | ------- | ---- | --------- | --------- | ------------ | ------------ | ------- | ------ | ------- | ------ |
| Racing          | 2012/13        | Argentine Primera División | 19      | 2    | 1         | 0         | 0            | 0            | —       | —      | 20      | 2      |
| Racing          | 2013/14        | Argentine Primera División | 35      | 4    | 0         | 0         | 2            | 0            | —       | —      | 37      | 4      |
| Racing          | Total          | Total                      | 54      | 6    | 1         | 0         | 2            | 0            | —       | —      | 57      | 6      |
| Valencia        | 2014/15        | La Liga                    | 25      | 1    | 4         | 1         | —            | —            | —       | —      | 29      | 2      |
| Valencia        | 2015/16        | La Liga                    | 9       | 0    | 3         | 0         | 3            | 0            | —       | —      | 15      | 0      |
| Valencia        | Total          | Total                      | 34      | 1    | 7         | 1         | 3            | 0            | —       | —      | 44      | 2      |
| Racing (lån)    | 2016           | Argentine Primera División | 11      | 0    | 1         | 0         | 3            | 1            | —       | —      | 15      | 1      |
| Udinese         | 2016/17        | Serie A                    | 34      | 4    | 1         | 1         | —            | —            | —       | —      | 35      | 5      |
| Udinese         | 2017/18        | Serie A                    | 37      | 4    | 2         | 0         | —            | —            | —       | —      | 39      | 4      |
| Udinese         | 2018/19        | Serie A                    | 36      | 9    | 1         | 0         | —            | —            | —       | —      | 37      | 9      |
| Udinese         | 2019/20        | Serie A                    | 34      | 7    | 1         | 0         | —            | —            | —       | —      | 35      | 7      |
| Udinese         | 2020/21        | Serie A                    | 36      | 9    | 2         | 0         | —            | —            | —       | —      | 38      | 9      |
| Udinese         | Totalt         | Totalt                     | 177     | 33   | 7         | 1         | —            | —            | —       | —      | 184     | 34     |
| Atlético Madrid | 2021/22        | La Liga                    | 36      | 3    | 2         | 0         | 9            | 1            | 1       | 0      | 48      | 4      |
| Atlético Madrid | 2022/23        | La Liga                    | 12      | 1    | 1         | 0         | 5            | 1            | —       | —      | 18      | 2      |
| Atlético Madrid | Totalt         | Totalt                     | 48      | 4    | 3         | 0         | 14           | 2            | 1       | 0      | 66      | 6      |
| Karriär totalt  | Karriär totalt | Karriär totalt             | 324     | 44   | 19        | 2         | 22           | 3            | 1       | 0      | 366     | 49     |

### Internationellt
| Landslag  | År     | Matcher | Mål |
| --------- | ------ | ------- | --- |
| Argentina | 2018   | 3       | 0   |
| Argentina | 2019   | 14      | 0   |
| Argentina | 2020   | 4       | 0   |
| Argentina | 2021   | 15      | 2   |
| Argentina | 2022   | 15      | 0   |
| Totalt    | Totalt | 51      | 2   |

| Nr | Datum           | Plats                                                                | Motståndare | Mål | Resultat | Tävlingsform                            |
| -- | --------------- | -------------------------------------------------------------------- | ----------- | --- | -------- | --------------------------------------- |
| 1  | 3 juli 2021     | Estádio Olímpico Pedro Ludovico, Goiânia, Brasilien                  | Ecuador     | 1–0 | 3–0      | Copa América 2021                       |
| 2  | 10 oktober 2021 | Estadio Monumental Antonio Vespucio Liberti, Buenos Aires, Argentina | Uruguay     | 2–0 | 3–0      | Kvalspelet till världsmästerskapet 2022 |